# Monsieur Beaucaire, der königliche Barbier
Monsieur Beaucaire, der königliche Barbier, oftmals auch kurz unter Monsieur Beaucaire geführt, ist ein US-amerikanischer Stummfilm aus dem Jahre 1924 mit Rudolph Valentino in einer Doppelrolle. Die Geschichte basiert auf dem gleichnamigen Roman bzw. Bühnenstück von Booth Tarkington und Evelyn Greenleaf Sutherland.

## Handlung
Der Herzog von Chartres, ein Liebling am Hofe von Frankreichs König Ludwig XV., hat sich in die Prinzessin Henriette verliebt, die sich jedoch zu seinem größten Bedauern nicht für ihn zu interessieren scheint. Vielmehr demütigt und beleidigt sie ihn aus Eifersucht kontinuierlich, woraufhin er, vom König verbannt, nach England flieht. Doch Ludwig XV. besteht darauf, dass die beiden einander heiraten. Daraufhin verlässt seine Hochwohlgeboren seine hochadelige Existenz und wird bürgerlich. Als Monsieur Beaucaire avanciert er zum Barbier des französischen Botschafters in London und beginnt das Leben jenseits aristokratischer Verpflichtungen zu genießen. 
Nachdem er den britischen Duke of Winterset beim Kartenspielbetrug ertappt hat, zwingt er diesen, ihn zu einem vornehmen Ball mitzunehmen und der von ihm angebeteten Lady Mary als Adeligen vorzustellen. Winterset folgt dieser Erpressung, sinnt aber insgeheim auf Rache, um den mutmaßlichen Barbier der Lächerlichkeit preiszugeben. Er lässt Lady Mary glauben, dass sich der ihr vorgestellte, angebliche Adelige als Barbier durchs Leben schlagen muss. Daraufhin verliert die blasierte Britin schlagartig das Interesse an dem französischen Schönling. Schließlich erfährt sie jedoch, dass der von ihr verschmähte Barbier in Wahrheit der Herzog von Chartres ist und versucht ihn nun mit den Waffen einer Frau zurückzuerobern. Doch der Herzog kehrt nach Frankreich zurück, wo Prinzessin Henriette, die insgeheim seine Rückkehr an den französischen Hof betrieben hatte, nun endlich seine Zuneigung zu erwidern beginnt.

## Produktionsnotizen

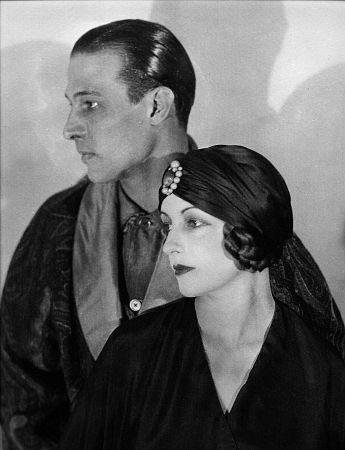
Rudolph Valentino und Natacha Rambova 1924.

Monsieur Beaucaire wurde am 11. August 1924 uraufgeführt und kam im Februar 1926 auch in die deutschen Kinos. Für den 9. Oktober 1925 war die österreichische Premiere vorgesehen. Dort besaß der Streifen eine beträchtliche Länge von 9 Akten auf etwa 3170 Metern, das entspricht einer Spieldauer von über zwei Stunden.
Für Valentino läutete dieser Film die Rückkehr auf die große Leinwand nach zwei Jahren Abwesenheit ein. Die Filmbauten und Kostüme entwarf seine Ehefrau Natacha Rambova.
Derselbe Stoff wurde 1946 mit Bob Hope als Komödie Mit Pinsel und Degen erneut verfilmt.

## Kritiken
„Prachtvoll ist das Wort, das wir konstant umgehen, aber diese filmische Anstrengung verdient dieses Adjektiv durch und durch, zumal solche wundersamen Bauten oder schöne Kostüme nie zuvor in einem Film gesehen wurden. Die Besetzung ist imponierend, jenseits von Valentino sind dies Lowell Sherman, Bebe Daniels, Lois Wilson, Doris Kenyon, H. Cooper Cliffe und andere. Jedes Detail ihrer Kostüme ist unwiderstehlich. (…) Mr. Valentino ist als Monsieur Beaucaire überwiegend sympathisch (…) Lowell Sherman macht den König, seine Charakterisierung ist herausragend. (…) Lois Wilson ist charmant als die Königin. Die Heldin dieser Filmversion der Geschichte ist die französische Prinzessin Henriette, gespielt von Bebe Daniels, die sympathisch-süß ist.“

Paimann’s Filmlisten resümierte: „Das Sujet ist etwas weitschweifig, aber dem Rahmen entsprechend, mit prächtigen Kostümen und prunkvoller Aufmachung, wirksam inszeniert. Die Darstellung, Valentino an der Spitze, ist sowohl persönlich als auch schauspielerisch gleich vorteilhaft, die Photographie sehr schön.“